# Championnats de France de cyclo-cross 2025
Navigation
2024 2026
Les championnats de France de cyclo-cross 2025 se déroulent les 11 et 12 janvier à Pontchâteau (Loire-Atlantique). 
Le site de Coët-Roz accueille les championnats de France pour la septième fois depuis 1978.

## Participants et favoris
Environ 350 concurrents représentant les différents comités régionaux participent aux huit épreuves du week-end, selon leur catégorie.
Chez les élites hommes, Clément Venturini, déjà vainqueur de six championnats de France et tenant du titre, David Menut, vainqueur de la Coupe de France 2024, Joshua Dubau, champion de France en 2022, et Fabien Doubey font partie des favoris au titre. Côté élites femmes, la tenante du titre Hélène Clauzel, la championne de France 2021 sur ce même circuit Amandine Fouquenet, la gagnante de la Coupe de France 2024 Amandine Vidon, ou encore la championne d'Europe 2023 à Pontchâteau en catégorie junior Célia Gery peuvent espérer remporter le titre. Dans les autres catégories d'âges, les favoris pour décrocher la tunique bleu-blanc-rouge sont Nathan Bommenel, Aubin Sparfel et Léo Bisiaux chez les U23 hommes, Célia Gery, Electa Gallezot et Amandine Muller chez les U23 femmes, Soren Bruyère Joumard, Théophile Vassal et Soen Le Pann chez les U19 hommes, Lise Revol et Jeanne Duterne chez les U19 femmes,,.

## Résultats

### Hommes
| Compétitions  | Or                | Argent           | Bronze                |
| ------------- | ----------------- | ---------------- | --------------------- |
| Élites        | Clément Venturini | Joshua Dubau     | Fabien Doubey         |
| Espoirs (U23) | Léo Bisiaux       | Aubin Sparfel    | Corentin Lequet       |
| Juniors (U19) | Florian Fery      | Théophile Vassal | Soren Bruyère Joumard |
| Cadets (U17)  | Axel Martineau    | Florian Baudouin | Gabriel Babin         |

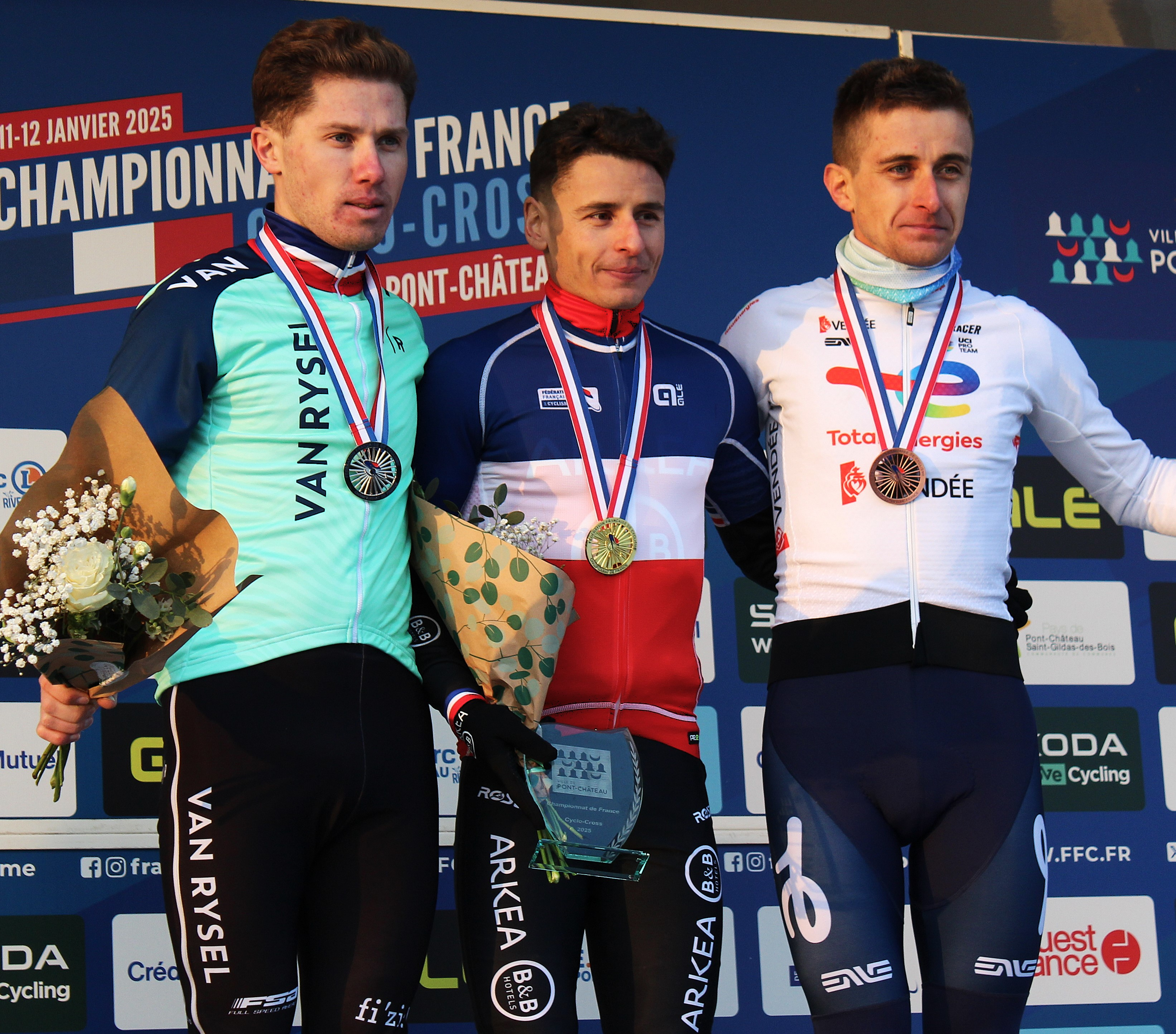
Podium élites.
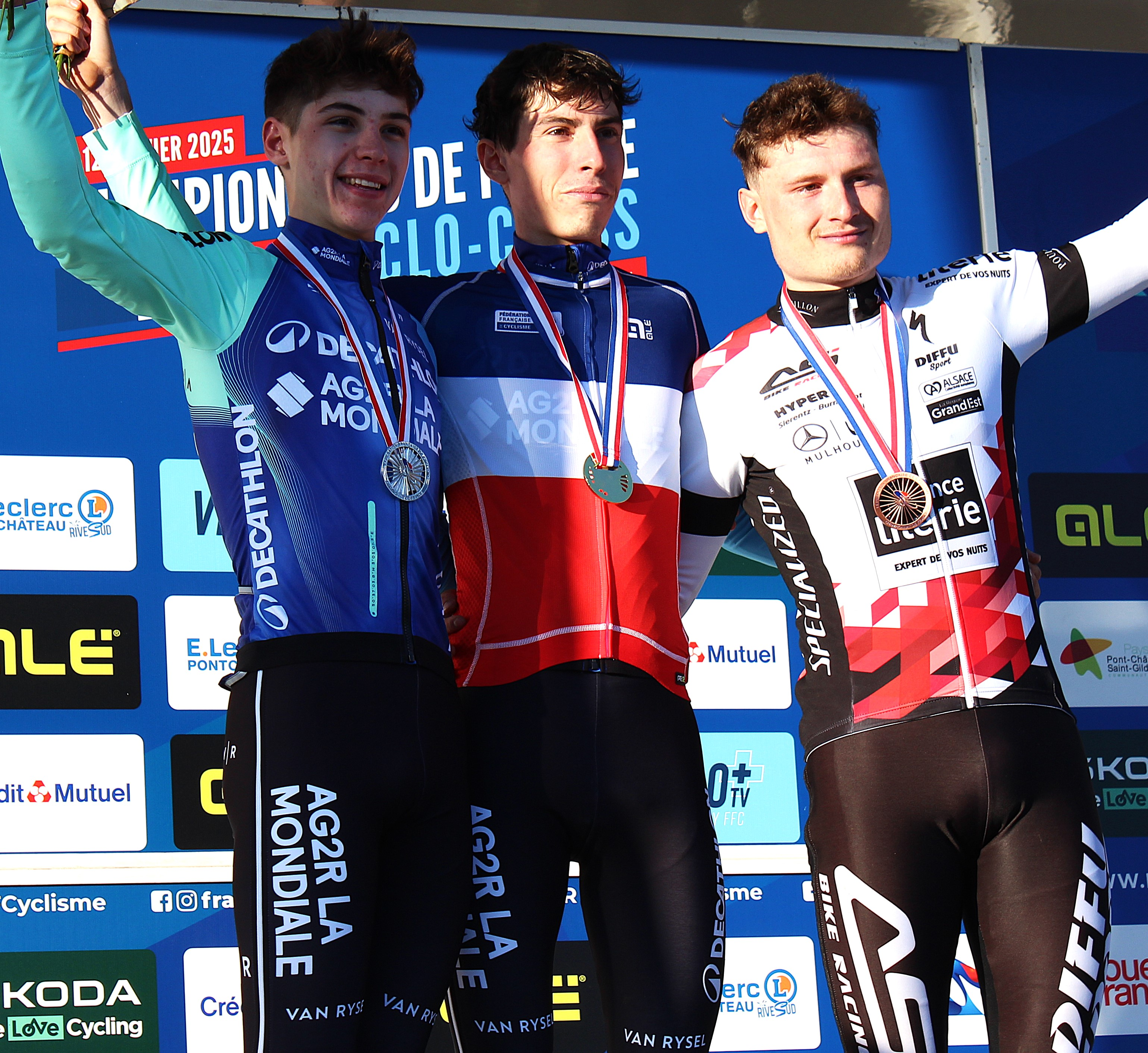
Podium espoirs (U23).
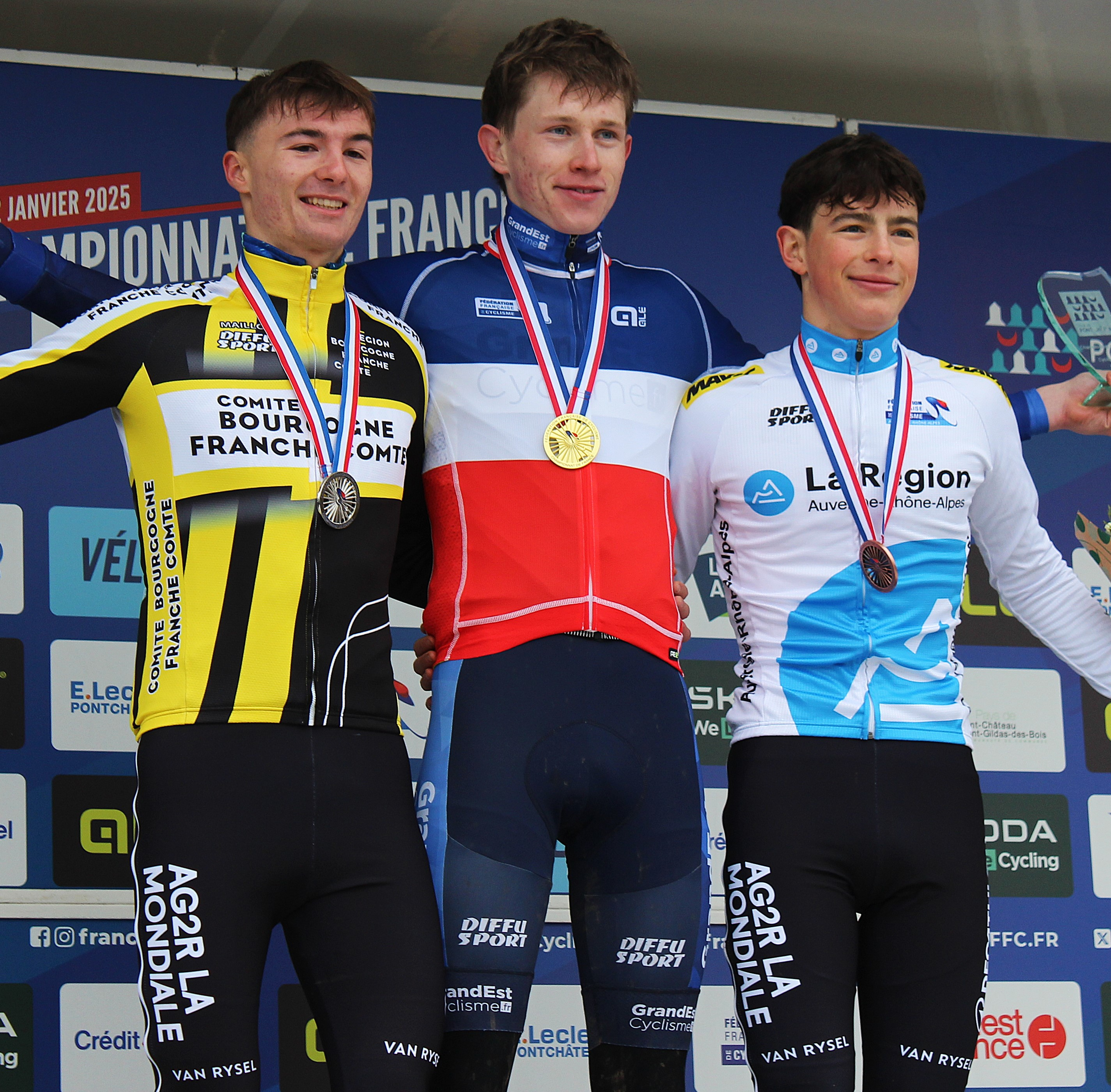
Podium juniors (U19).
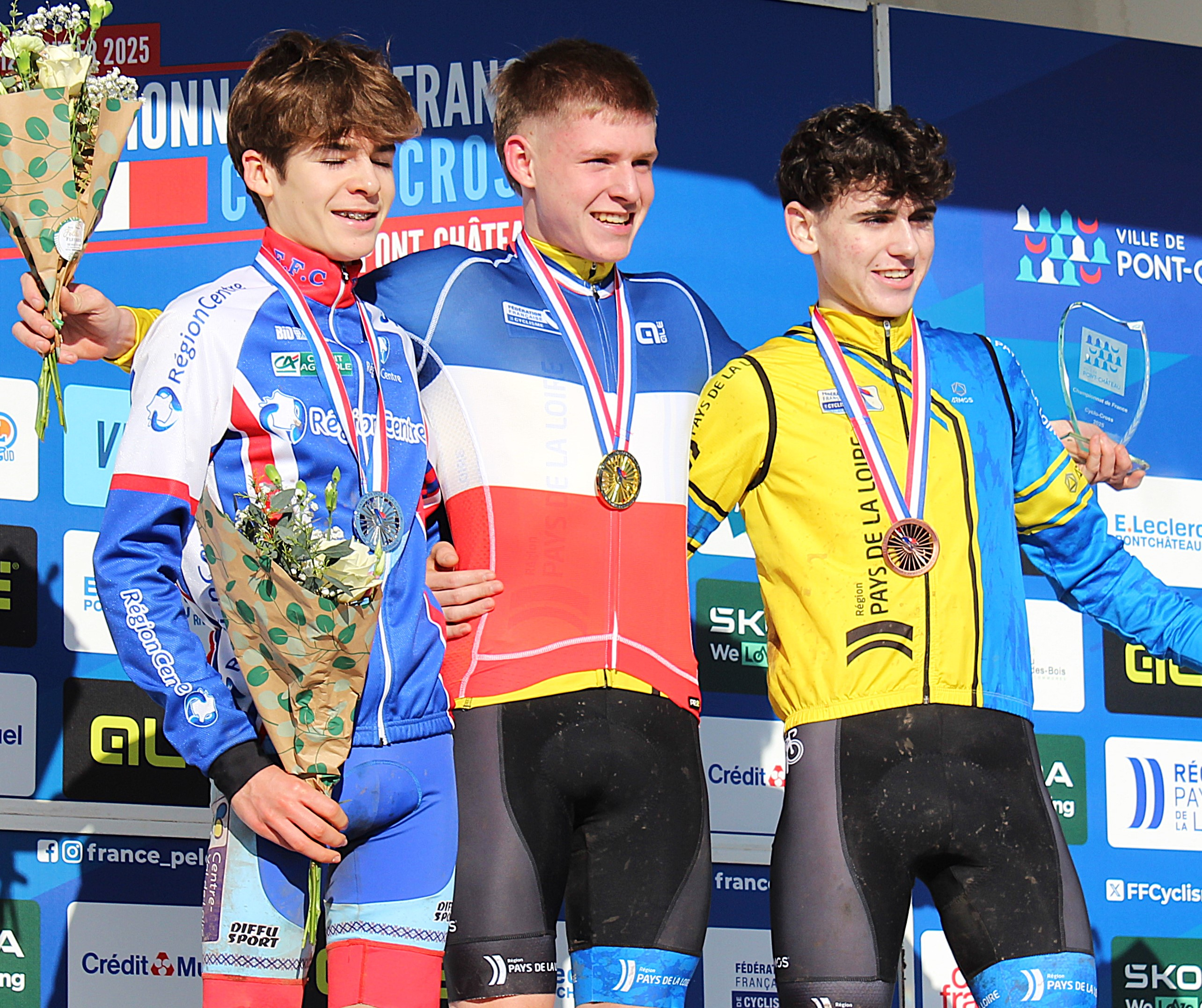
Podium cadets (U17).

### Femmes
| Compétitions   | Or                 | Argent           | Bronze          |
| -------------- | ------------------ | ---------------- | --------------- |
| Élites         | Amandine Fouquenet | Hélène Clauzel   | Célia Gery      |
| Espoirs (U23)  | Célia Gery         | Amandine Muller  | Electa Gallezot |
| Juniors (U19)  | Lise Revol         | Jeanne Duterne   | Lison Desprez   |
| Cadettes (U17) | Lucie Elizalde     | Lana Le Guilloux | Justine Mesnard |

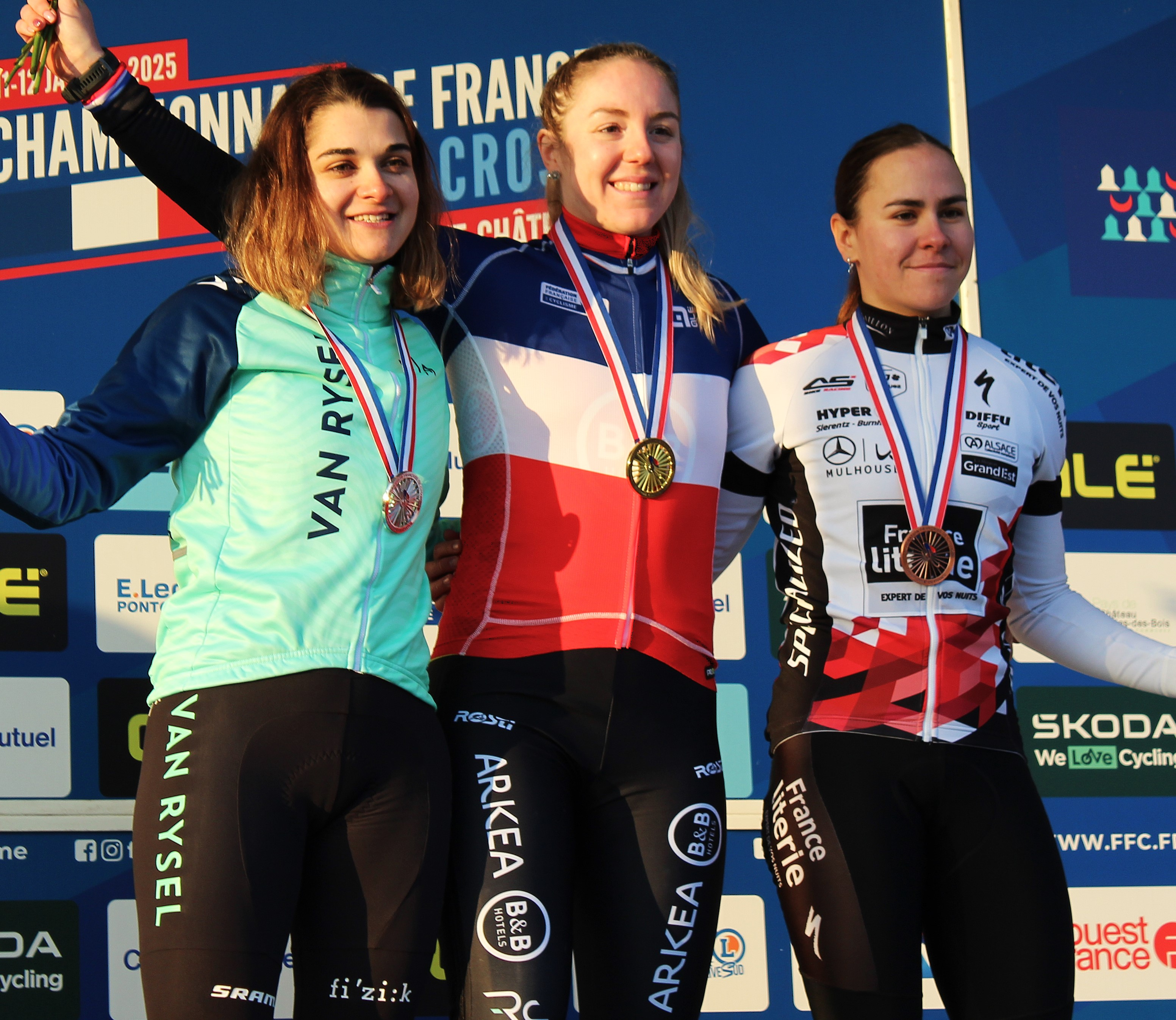
Podium élites.
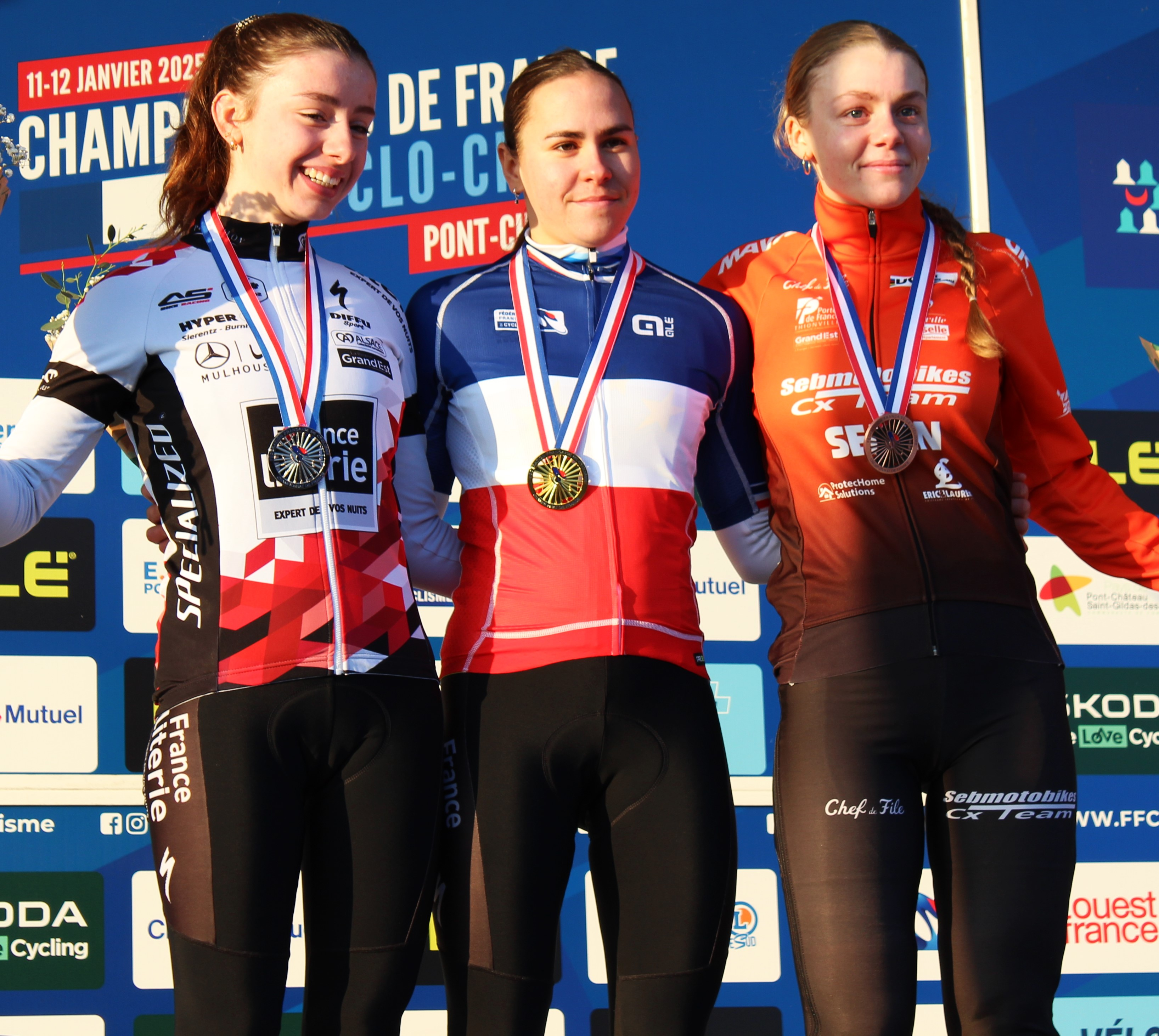
Podium espoirs (U23).
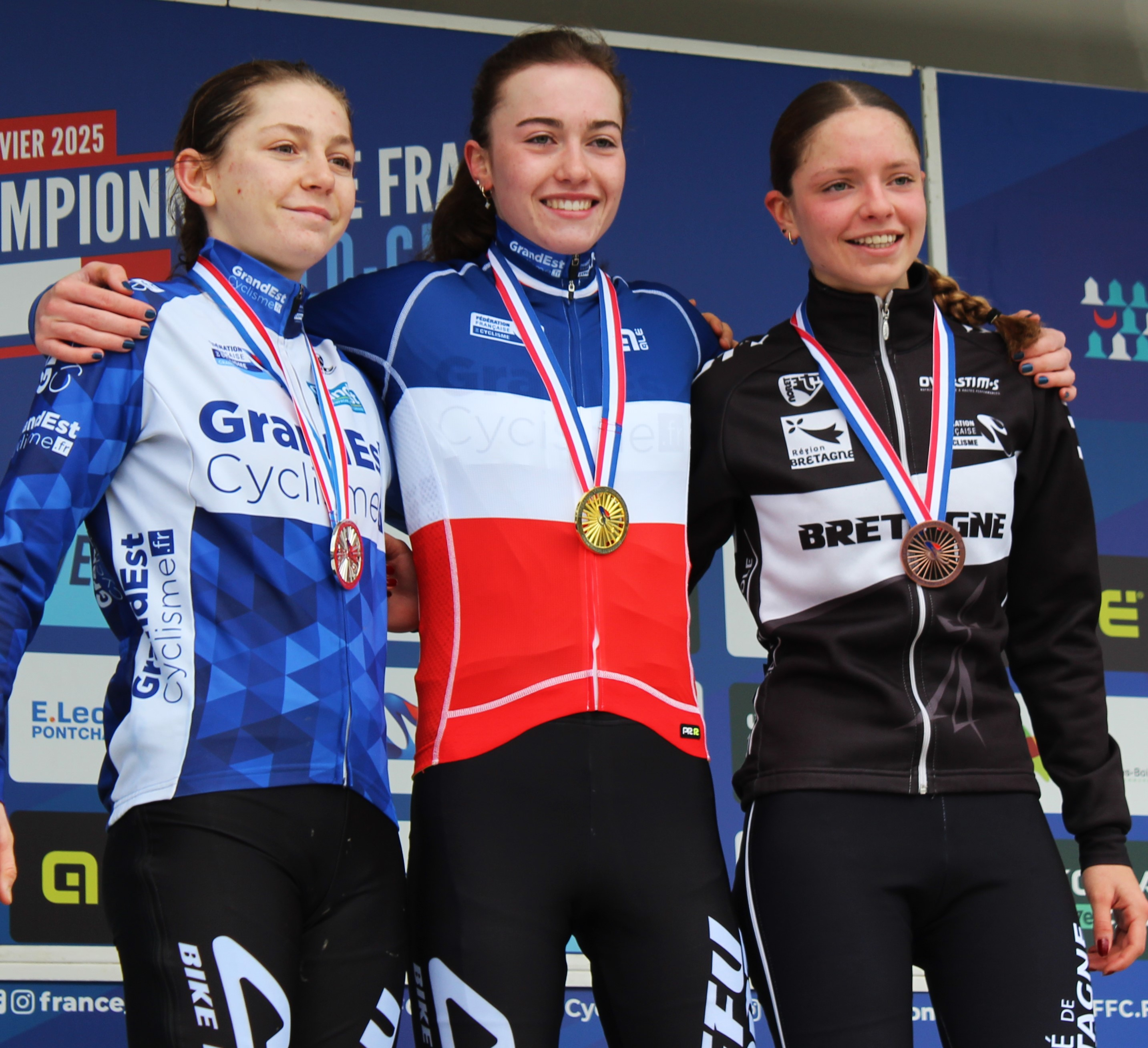
Podium juniors (U19).
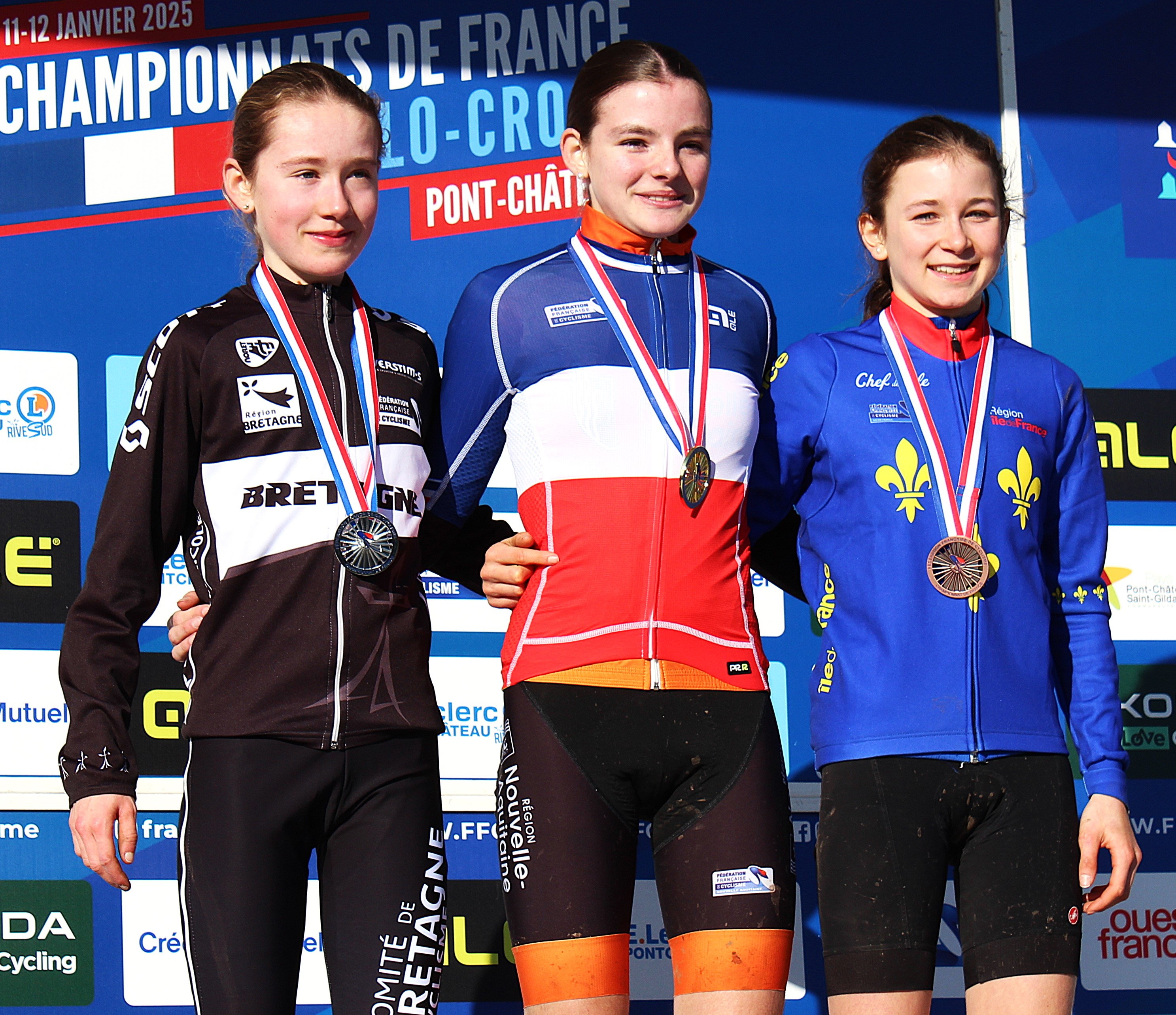
Podium cadettes (U17).

### Mixte
| Compétitions | Or                                                                                          | Argent                                                                | Bronze                                                                       |
| ------------ | ------------------------------------------------------------------------------------------- | --------------------------------------------------------------------- | ---------------------------------------------------------------------------- |
| Relais mixte | Bourgogne-Franche-Comté- Théophile Vassal - Zélie Lambert - Electa Gallezot - Fabien Doubey | Bretagne- Lison Desprez - Soen Le Pann - Anaïs Morichon - Tony Périou | Grand Est- Jeanne Duterne - Florian Fery - Amandine Muller - Lorenzo Marasco |

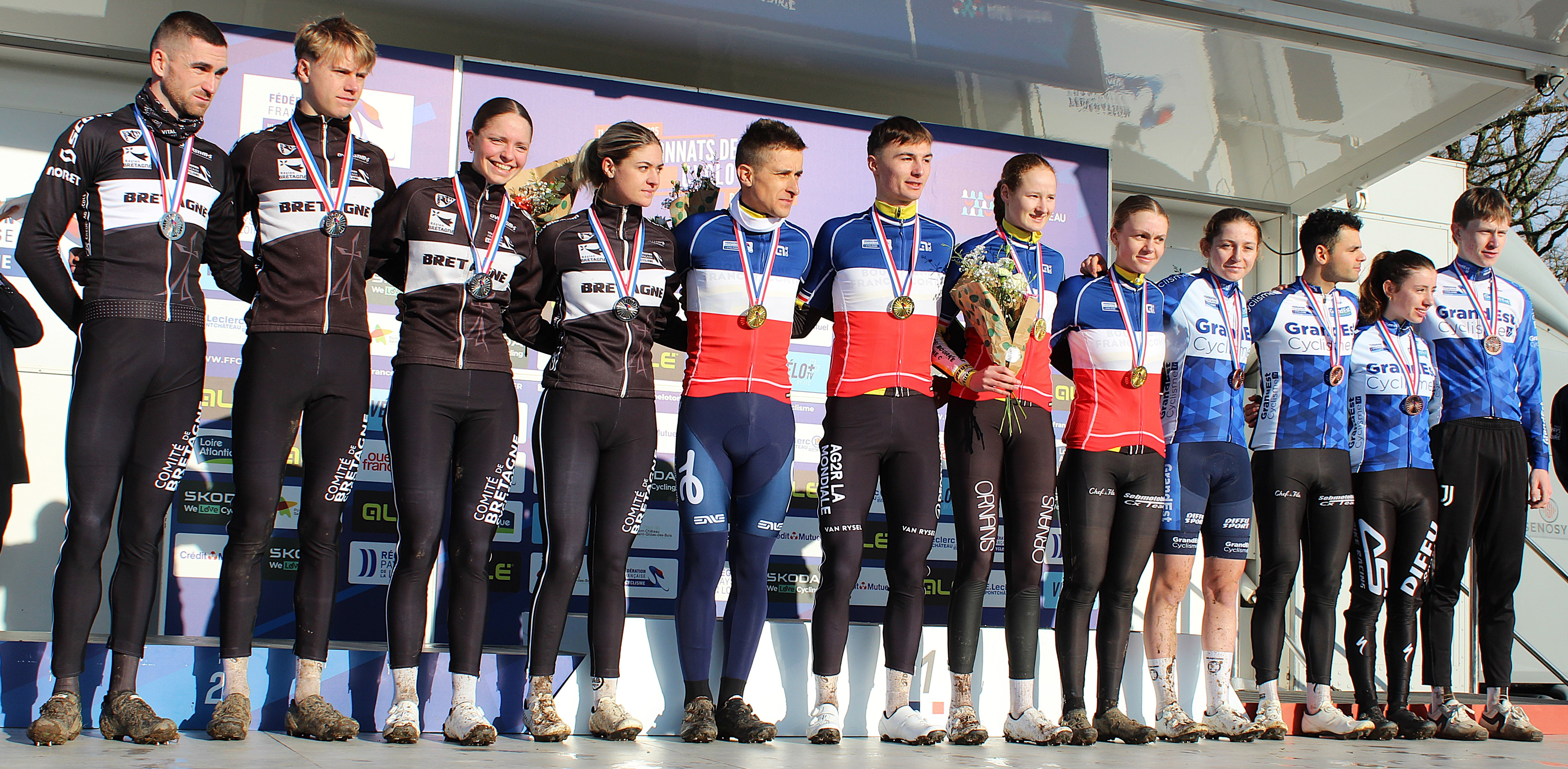
Podium relais mixte.